# Кабуйе, Кальвин
Хоуп Кальвин Ддамулира Кабуйе (швед. Hope Calvin Ddamulira Kabuye; род. 28 марта 2003, Худдинге, Стокгольм) — угандийский и шведский футболист, нападающий шведского «Мьельбю» и национальной сборной Уганды.

## Клубная карьера
Футболом начал заниматься в пятилетнем возрасте в столичном клубе «Олимпия», откуда затем перешёл в «Шёндаль». В 2015 году присоединился к АИК, где стал выступать за команды различных возрастов. Летом 2018 года выиграл в их составе кубок Готии. В марте 2022 года подписал с клубом свой первый контракт, рассчитанный на три года. Сезон 2022 года на правах аренды провёл в «Васалунде», выступавшем в первом дивизионе. После возвращения из аренды тренировался с основной командой АИК. 6 марта 2023 года провёл первую и единственную игру за основной состав клуба, в матче группового этапа кубка страны с «Варберг» выйдя на замену на 87-й минуте вместо Виктора Фишера. В конце марта отправился в аренду в «Эстерсунд», где пробыл до конца сезона.
В декабре 2023 года перешёл в «Сандвикен», с которым заключил контракт на три года. Первую игру за новый клуб провёл 31 марта 2024 года в первом туре Суперэттана против «Ландскруны». В общей сложности сыграл в составе «Сандвикена» 29 матчей, в которых забил 9 мячей.
17 декабря 2024 года стал игроком «Мьельбю». Впервые за основной состав сыграл 2 марта 2025 года в матче группового этапа кубка с «Хальмстадом». 6 апреля во встрече с ГАИС дебютировал в чемпионате Швеции, заменив в конце второго тайма Эллиота Струда.

## Карьера в сборной
В ноябре 2023 года впервые был вызван в юношескую сборную Швеции на товарищеские матчи с Данией. Единственную игру в её составе провёл 19 ноября, появившись на поле в стартовом составе.
В ноябре 2024 года был вызван в состав национальной сборной Уганды на отборочные матчи Кубка африканских наций. Дебютировал в её составе 19 ноября в игре против Конго, выйдя на замену на 82-й минуте.

## Клубная статистика
| Выступление      | Выступление      | Выступление      | Лига | Лига | Кубки | Кубки | Конт. кубки | Конт. кубки | Итого | Итого |
| Клуб             | Лига             | Сезон            | Игры | Голы | Игры  | Голы  | Игры        | Голы        | Игры  | Голы  |
| ---------------- | ---------------- | ---------------- | ---- | ---- | ----- | ----- | ----------- | ----------- | ----- | ----- |
| → Васалунд       | Дивизион 1       | 2022             | 28   | 15   | 2     | 1     | 0           | 0           | 30    | 16    |
| → Васалунд       | Итого            | Итого            | 28   | 15   | 2     | 1     | 0           | 0           | 30    | 16    |
| АИК              | Алльсвенскан     | 2023             | 0    | 0    | 1     | 0     | 0           | 0           | 1     | 0     |
| АИК              | Итого            | Итого            | 0    | 0    | 1     | 0     | 0           | 0           | 1     | 0     |
| → Эстерсунд      | Суперэттан       | 2023             | 29   | 4    | 1     | 1     | 0           | 0           | 30    | 5     |
| → Эстерсунд      | Итого            | Итого            | 29   | 4    | 1     | 1     | 0           | 0           | 30    | 5     |
| Сандвикен        | Суперэттан       | 2024             | 29   | 9    | 0     | 0     | 0           | 0           | 29    | 9     |
| Сандвикен        | Итого            | Итого            | 29   | 9    | 0     | 0     | 0           | 0           | 29    | 9     |
| Мьельбю          | Алльсвенскан     | 2025             | 2    | 0    | 1     | 0     | 0           | 0           | 3     | 0     |
| Мьельбю          | Итого            | Итого            | 2    | 0    | 1     | 0     | 0           | 0           | 3     | 0     |
| Всего за карьеру | Всего за карьеру | Всего за карьеру | 88   | 28   | 5     | 2     | 0           | 0           | 93    | 30    |

## Статистика в сборной
| Матчи и голы Кальвина Кабуйе за национальную сборную Уганды | Матчи и голы Кальвина Кабуйе за национальную сборную Уганды | Матчи и голы Кальвина Кабуйе за национальную сборную Уганды | Матчи и голы Кальвина Кабуйе за национальную сборную Уганды | Матчи и голы Кальвина Кабуйе за национальную сборную Уганды | Матчи и голы Кальвина Кабуйе за национальную сборную Уганды |
| №                                                           | Дата                                                        | Оппонент                                                    | Счёт                                                        | Голы                                                        | Соревнование                                                |
| ----------------------------------------------------------- | ----------------------------------------------------------- | ----------------------------------------------------------- | ----------------------------------------------------------- | ----------------------------------------------------------- | ----------------------------------------------------------- |
| 1                                                           | 19 ноября 2024                                              | Республика Конго                                            | 1:0                                                         | 0                                                           | Отборочные матчи КАН-2025                                   |
| 2                                                           | 20 марта 2025                                               | Мозамбик                                                    | 1:3                                                         | 0                                                           | Отборочные матчи ЧМ-2026                                    |
| 3                                                           | 25 марта 2025                                               | Гвинея                                                      | 1:0                                                         | 0                                                           | Отборочные матчи ЧМ-2026                                    |